# Кабанос

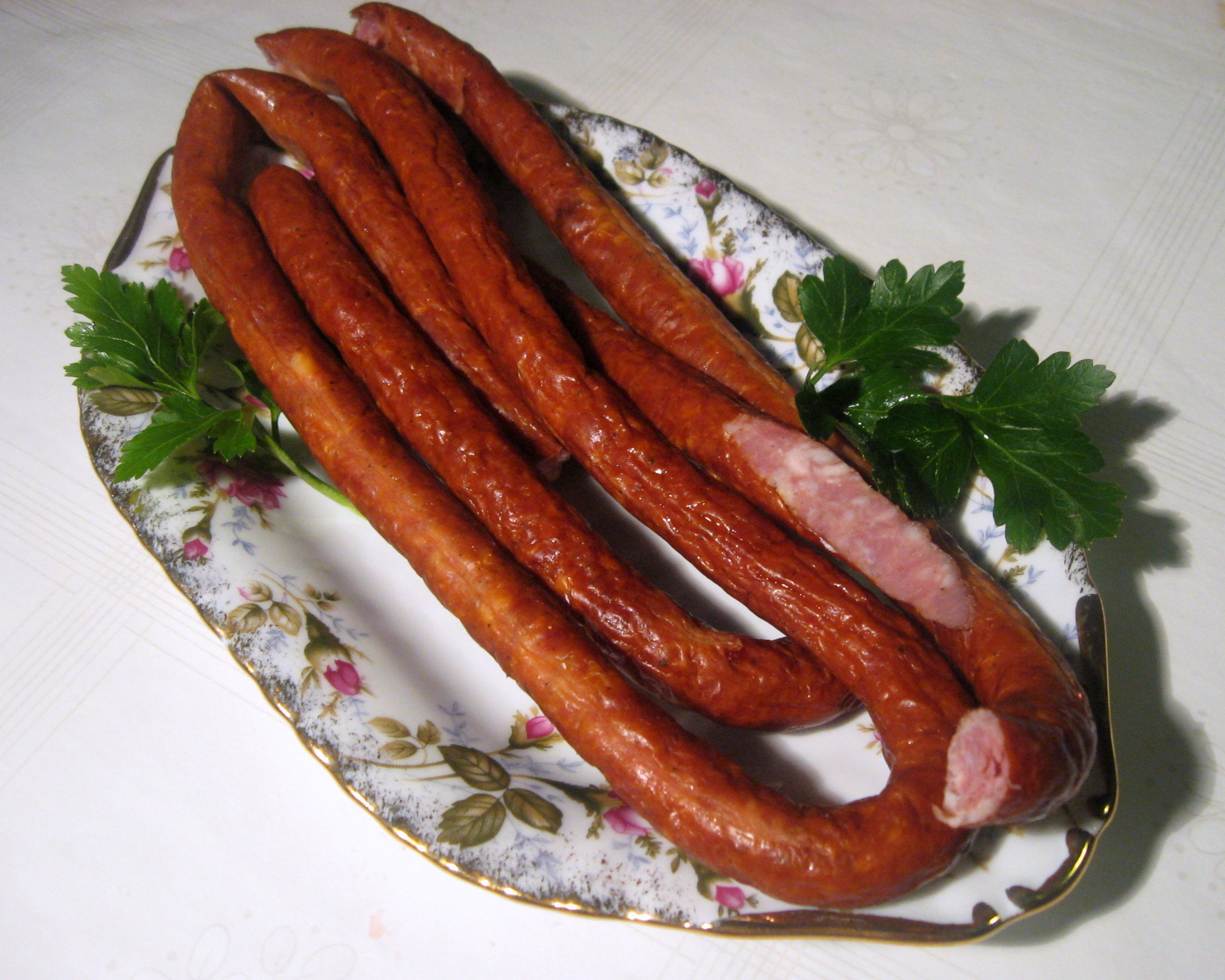
Кабаносы на тарелке

Каба́нос — польский сорт охотничьих сосисок, тонкая варёно-копчёная колбаска, как правило, изготавливается из просоленной свинины. Это один из самых популярных видов колбасы в Польше.

## История
Название блюда происходит от заимствованного из тюркских языков слова кабан, в польском языке этим словом в XIX веке называли мясо молодой свиньи, откармливаемой в основном картошкой; такое мясо характеризовало высокое качество.
Кабаносы появились в Польше как закуска, которую едят руками, что подходит для охотников на привале. Колбаски, схожие с современными кабаносами, были широко известны в Польше уже в конце 1920-х годов. Производились они в небольших коптильнях и скотобойнях, часто несколько отличались вкусом — в зависимости от используемых специй. Унифицированная рецептура распространилась только после Второй мировой войны. Во времена ПНР они завоевали большую популярность, став известным экспортным товаром. Помимо свинины, кабаносы иногда изготовлялись также из других видов мяса — говядины, телятины и конины.

## Производство
Кабаносы имеют сухую и равномерно сморщенную поверхность. Снаружи они тёмно-красные с оттенком вишни. На разрезе видны красные куски мяса и светлые куски жира. Характерной особенностью колбасок является вкус просоленной и жареной свинины, а также легкий привкус копчения, тмина и перца.
Колбаски делаются из свиного мяса первого класса и второго класса. Используется мясо определённых пород свиней, с высоким содержанием внутримышечного жира. Мясо предварительно дробят и просаливают в течение двух суток. Затем мясо первого класса измельчают до размера около 10 мм, а остальное — до размера 8 мм. Благодаря этому в разрезе видны крупные куски высококачественного мяса. Всё приправляется перцем, мускатным орехом, тмином и сахаром, а потом упаковывается в тонкие оболочки из бараньих кишок диаметром 20—22 мм. Готовая колбаска имеет около 25 см в длину. Сначала она при температуре до 30° подвергается процессу осаждения, чтобы мясо распределилось в оболочке соответствующим образом, а потом коптится и выпекается в теплом дыму — до достижения температуры не менее 70° C внутри колбаски. Последним этапом является охлаждение и сушка в течение 3—5 дней при температуре 14—18 °C.
Изготовленные в соответствии с рецептурой колбаски являются очень хрупкими и при преломлении издают характерный звук, специалистами называющийся «выстрелом».

## Защита имени

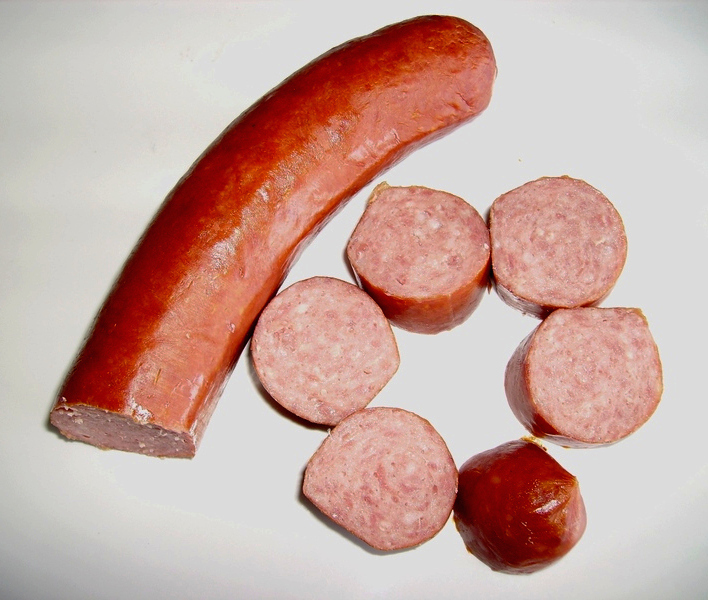
Немецкая колбаса кабаносси

После завершения спора с Германией в 2011 году кабаносы были внесены в европейский реестр, как польская «гарантированная традиционная специализация» (TSG). Кабаносы могут быть произведены во всех странах ЕС, но только Польша может разместить на упаковке обозначение гарантированной традиционной специализации.